# Milan Koša
Milan Koša (11. září 1945 Svidník – listopad 2015 tamtéž) byl slovenský fotbalový útočník a trenér.

## Hráčská kariéra
V československé lize hrál za VSS Košice, aniž by skóroval. V 70. letech hrál nižší soutěže za Odevné závody kapitána Nálepku Svidník.

### Prvoligová bilance
| Ročník          | Zápasy | Góly | Minuty | Klub       |
| --------------- | ------ | ---- | ------ | ---------- |
| I. liga 1967/68 | 1      | 0    | –      | VSS Košice |
| CELKEM I. LIGA  | 1      | 0    | –      |            |

## Trenérská kariéra
Po skončení hráčské kariéry se stal trenérem, na začátku 80. let vedl i Svidník.